# Tennistoernooi van Washington 2023
Het tennistoernooi van Washington van 2023 werd van 31 juli tot en met 6 augustus 2023 gespeeld op de hardcourtbanen van het William H.G. FitzGerald Tennis Center in Rock Creek Park in de Amerikaanse federale hoofdstad Washington D.C. De officiële naam van het toernooi was Mubadala Citi DC Open. De finale van de mannen werd gespeeld door de Nederlander Tallon Griekspoor, die daar evenwel zijn meerdere moest erkennen in de Brit Daniel Evans.
Het toernooi bestond uit twee delen:
- WTA-toernooi van Washington 2023, het toernooi voor de vrouwen
- ATP-toernooi van Washington 2023, het toernooi voor de mannen

| Washington        | juli     | augustus 2023 | augustus 2023 | augustus 2023 | augustus 2023 | augustus 2023 | augustus 2023 | augustus 2023 | augustus 2023 |
| Washington        | maa 31   | din 1         | din 1         | woe 2         | don 3         | vrij 4        | vrij 4        | zat 5         | zon 6         |
| ----------------- | -------- | ------------- | ------------- | ------------- | ------------- | ------------- | ------------- | ------------- | ------------- |
| vrouwenenkelspel  | 1e ronde | 1e ronde      | 1e ronde      | 2e ronde      | 2e ronde      | kwartfinale   | kwartfinale   | halve finale  | finale        |
| vrouwendubbelspel | 1e ronde | 1e ronde      | 1e ronde      | 1e ronde      | 2e ronde      | halve finale  | halve finale  | finale        |               |
| mannenenkelspel   | 1e ronde | 1e ronde      | 2e ronde      | 2e ronde      | 3e ronde      | 3e ronde      | kwart- finale | halve finale  | finale        |
| mannendubbelspel  | 1e ronde | 1e ronde      | 1e ronde      | 1e ronde      | 2e ronde      | halve finale  | halve finale  | halve finale  | finale        |

ATP-toernooi van Washington‎ – WTA-toernooi van Washington‎

2012 · 2013 · 2014 · 2015 · 2016 · 2017 · 2018 · 2019 · 2020 · 2021 · 2022 · 2023 · 2024